# Френсіс Дрейк
Фре́нсіс Дре́йк (англ. Francis Drake; близько 1540 — 28 січня 1596) — англійський флотоводець, приватир, навігатор, работорговець, політик, та інженер. Перший англієць і другий у світі капітан, що здійснив навколосвітню подорож на своєму кораблі «Золота лань». Отримав лицарський титул від королеви Єлизавети І (1581) Призначений мером Плімута (1581—1582). Віцеадмірал англійського флоту у боях проти іспанської армади (1588). Здійснив неуспішний напад на Сан-Хуан в Пуерто-Рико (1596), після чого невдовзі помер від дизентерії. Прізвисько надане противниками — Дракон (лат. Draco, ісп. el Draque).

## Біографія
Народився Дрейк у 1540 році неподалік від англійського міста Плімута в сім'ї селянина, що став християнським проповідником.
Він збагатився, бувши піратом у Карибському морі в 1567—1572 роках і грабуючи іспанські кораблі. Подорож 1568 завершилась битвою при Сан-Хуан-де-Уллоа. За наказом Єлизавети I та на її кошти він спорядив експедицію до Тихого океану, до якої він вирушив в 1577 році, здійснивши до 1580 року навколосвітню подорож на галеоні «Золота лань» (англ. Golden Hind), грабуючи попутні іспанські кораблі. Це була друга подорож навколо світу (першу зробив португальський мореплавець Фернан Магеллан).
Дрейк також посприяв перемозі над «непереможною» Іспанською Армадою у 1588 році, бувши заступником командувача англійським флотом Чарльза Говарда. Після цього провів невдалу операцію проти Іспанії, Португалії, через що потрапив у немилість до королеви. 13 червня 1589 року здійснив морський напад на Лісабон. На шість років був відсторонений від двору, займаючи незначну посаду командувача порту.
Хоча він вважався героєм серед англійців, серед іспанців вважався злочинцем і піратом, відомим під прізвиськом El Draque («Дракон» староіспанською мовою). За його голову іспанський король Філіп II свого часу призначив нагороду у 20 тис. дукатів (близько 8 млн доларів США за сучасними стандартами).
Про Дрейка згадали, плануючи закласти англійську колонію в Центральній Америці. Але експедиція завершилась безславними поразками. Френсіс Дрейк помер від дизентерії після невдалого нападу на Сан-Хуан, Пуерто-Рико в 1596 році. Його поховали за звичаями того часу в свинцевій труні, яка була опущена в море.
З 31 корабля повернулося до Англії лише 11 без здобичі. До 500 моряків потрапило в полон, значна частина загинула.
На честь Френсіса Дрейка названо протоку між Вогняною Землею та Антарктидою, а також затоку біля узбережжя північної Каліфорнії.
Президент США Рональд Рейган у своїй промові до громадян країни 28 січня 1986 року про трагічну загибель космічного шатла «Челленджер» сказав:
|  | Стався трагічний збіг. Цього ж дня 390 років тому біля панамських берегів помер на борту свого корабля великий мореплавець сер Френсіс Дрейк. Тоді головним рубежем були океани, і як сказав пізніше один історик: "Він жив морем, помер в морі й в морі отримав спокій". Сьогодні ми можемо сказати теж саме про екіпаж «Челленджера». Вони, як і Дрейк, віддали себе повністю.... |